# آش كريمسون
آش كريمسون (アッシュ・クリムゾン Asshu Kurimuzon) هو شخصية ألعاب فيديو في سلسلة ألعاب القتال «ملك المقاتلين» ذا كينغ أوف فايترز، والتي طورتها شركة إس إن كي بلايمور. كان أول ظهور لآش في ذا كينغ أوف فايترز 2003 كقائد لفريق فريق الأبطال، ويستخدم أسلوب القتال الشخصي ويتضمن تحريك النار مع اللهب الأخضر. على الرغم من كونه بطل الرواية منذ القصة الثالثة، إلا أن سلوكه عدائي بشكلاً عام ويحاول سرقة قوى عدة شخصيات متكررة في السلسلة، مما يتركهم بلا حول ولا قوة. تم استكشاف هويته ونواياه بشكل أكبر في عنوان 2011، ملك المقاتلين الثالث عشر، وقد ظهر في التعديلات المطبوعة وفي القرص المضغوط الدرامي المبني على الألعاب.
ابتكر طاقم العمل آش كشخصية رئيسية شريرة، على عكس الشخصيات الرئيسية السابقة. تمت إعادة صياغة تحركاته في كل لعبة ظهر فيها، واكتسب تقنيات جديدة طبقاً لأفعاله أو عُدّلت لتحقيق التوازن في قائمة الشخصيات. كان الرد النقدي لآش سلبياً إلى حدٍ كبير بسبب مظهره المُخنث وتقنياته. في المُقابلات والبيانات الصحفية، أشار ناشر ألعاب الفيديو إغنشن إنترتيمنت UTV إلى أنه لا يُحظى بشعبية لدى اللاعبين الغربيين، وأن تصميمه كان أكثر ملاءمة للجماهير اليابانية.

## الظهور
تم تقديمه في ذا كينغ أوف فايترز 2003، وهو يقود فريق البطل الجديد المكوّن من دو لون و شين وو الذي يشاركا في بطولة ملك المقاتلين الجديدة. بعد البطولة، نصب كمينًا للمُضيفة شيزورو كاجورا وسرق قواها، وأخبر إيوري ياجامي أنه سيكون خَصمهُ التالي. في ذا كينغ أوف فايترز الحادي عشر، تتعاون الشخصية مع أوزوالد وشين وو. في نِهاية اللُعبة، يترك آش زملائه في الفريق ليقاتلوا بعضهم البعض، بعد أن كشف أن ثمن أوزوالد للانضمام إليه هو العثور على عقار لا يمكنه الحُصول عليه إلا بعد هزيمة زميلهم في الفريق شين. وجد لاحقًا إيوري فيهزمه ويسرق سُلطاته. عندما اتهمته رفيقتهُ إليزابيث بلانكتورش بالتخلي عن مهمته الأصلية وأصبح مهووسًا بالسُلطة، غادر بعد أن قال أن كيو كوساناجي سيكون ضحيتهُ التالية. يظهر آش أيضًا كمقاتل مُتاح في ألعاب: KOF: Maximum Impact 2 و ملك المقاتلين الثاني عشر بدون قصة.
في ملك المقاتلين الثالث عشر آش هو الشخصية الوحيدة التي ليست جزءًا من فريق، ولديه صراع مع زعيم المنظمة سايكي في نهاية اللعبة. آش هو الزعيم النهائي الرئيس في ملك المقاتلين الثالث عشرباسم "آش الناتج عن دوامة الدم" (血の螺旋に狂うアッシュ Chi no Rasen ni Kuruu Asshu) シュ (المعروف أيضاً باسم آش الشرير) معهُ السلطة التي سُرِقت من سايكي، ويحاول امتلاكها. لقد ضحّى بنفسه في النهاية لتدمير سايكي. بينما تبدأ ذكريات آش في الاختفاء من كل الأشخاص الذين عرفوه تقريبًا، ولا يزال يصنع حجراً كريم ذو نقش بارز في بعض النهايات.
تم الكشف في ذا كينغ أوف فايتر 14 عن آش وهو مُحاصر في دوامة زمنية، مع وجود كيان يُعرف باسم فيرس يُحيط به. تم الكشف لاحقًا أيضًا أن فيرس، جنبًا إلى جنب مع مخلوق أزرق غير مسمى، زرعا نصف شظايا قوتهم بطريقة ما في شوني الشاب، وتم إنشاؤها نتيجة تغيير جدول آش الزمني في الدورة السابقة، مما أدى إلى تداخلات في الجدول وأدى لسفر ناكورورو إلى الحاضر وظل عالقًا هناك، جنبًا إلى جنب مع مياو مياو وحُب القلب. تم تعيين المشارك الجديد في البطولة، كوكري من فريق الدعوة الرسمية، بواسطة إليزابيث للعثور على مكان آش. مع هزيمة فيرس ومع انتشار طاقة التلاعب بالواقع في جميع أنحاء العالم، أخيرًا وجد كوكري وإليزابيث آش على قيد الحياة.
ظهر آش في العديد من وسائط ملك المقاتلين الأخرى أيضًا. في الفصل الرابع من أنيمي ملك المقاتلين: يوم آخر، أشعل النار في المدينة لإغراء كيو في الفخ. وهو أيضًا بارز في تعديلات مانها لملك المقاتلين 2003 بواسطة وينج يانج وكينج تونغ. في بطولة 2003، هُزم فريق آش في النهائي لكنه ساعد لاحقًا في هزيمة الشيطان موكاي. وعلى الرغم من أنه ليس جزءًا من البطولة المتكررة في ملك المقاتلين الثاني عشر مانها، إلا أنه يواجه كيو لفترة وجيزة في محاولة لسرقة قواه. يظهر آش أيضًا في الدراما القرص المضغوط KOF: Mid Summer Struggle ، التي تحتوي على بطولة ملك المقاتلين الوهمية. خارج ملك المقاتلين، تظهر الشخصية في جزءاً من محاكاة المواعدة من سلسلة Days of Memories.

## نشأة وتطوّر الشخصية
تم تصميم آش كـ «شخصية شريرة وجذابة»، على عكس أبطال ملك المقاتلين السابقون. وابتكرت الشخصية على النحو المطلوب، ومع بعض التغييرات منذ الحمل. عندما تم إطلاق فيلم ملك المقاتلين 2003 وتم تقديم آش، لم يرغب الموظفون في الكشف عن معلومات عنه، وبدلاً من ذلك طلبوا من المعجبين التطلع إلى «مآثره». ويبلغ آش ارتفاع 178 سم (5'10 بوصات) ويزن 59 كجم (130 رطل). وفقًا لعضو فريق العمل لـ فالكون، كان الهدف هو جعل آش بطلًا غامضًا يجعل اللاعبين «يشعرون بالسوء» بسبب تشجيعهم له. على الرغم من أن فالكون لم تصمم الشخصية، إلا أنه أضاف تفاصيلاً أثناء تصويره. بسبب ظهور آش في وقت متأخر في ملك المقاتلين 2003، قال الموظفون مازحين أن زميله شين وو بدا وكأنه الشخصية الرئيسية للمسلسل أكثر من آش. بالنسبة إلى ملك المقاتلين الثالث عشر، أراد المُنتج كي ياماموتو من اللاعبين الذين لعبوا الألقاب السابقة مع آش أن يفكروا في دافع الشخصية وما إذا كان بإمكانهم الارتباط به. أحد الأسباب الثلاثة للحصول على عنوان KOF: Maximum Impact 2 Regulation تقييم "A" كان آش في المقدمة للسلسلة العرضية. ووصفت فالكون الشخصية بـ «البرية حقاً» بسبب دوره في المسلسل وشخصيته. قال نونا (فنان آخر مسؤول) إنه من بين شخصيات ملك المقاتلين الأصلية، وكان يحب آش ويتطلع إلى تطويره.
في ملك المقاتلين الثاني عشر، كان آش هي الشخصية التي عمل عليها الموظفون أكثر من غيرها، حيث أعادوا صياغة حركاته وخطابه ليكون أكثر اتساقًا مع بقية الممثلين. أطلق عليه المنتج كي ياماموتو مازحًا يمكن للاعبين استخدام الشخصية «للتباهي». نسخته من EX في اللعبة تحقق العديد من الضربات أكثر من شكله المُعتاد، كحركة "Génie" (ジェニー) التي تُناسب شخصيته. منذ تقديمه، اكتسب حركات جديدة وفقًا لأفعاله في المُسلسل. بعد ملك المقاتلين 2003 حصل آش على حركة شيزورو كاجورا "Germinar" (ジェルミナール) وهي خطوة السماح له بسرقة التحركات الخاصة لمُعارضيه. بعد هزيمة إيوري ياجامي، اكتسب حركة فروكتيدور"Fructidor" (テルミドール) وهي حركة نيو ماكس (أقوى هجوم له في ملك المقاتلين الثااث عشر). أثناء تطوير اللعبة، فكر الموظفون في إعادة نمط الرسوم المتحركة لـ فروكتيدور إلى إصدار سابق قاموا باختباره.
صرح الفنان أوغورا أن تصميم الشكل النهائي لـ آش تم تصميمه بعد فترة وجيزة من رؤيته للتصميمات المبكرة لـ سايكي. بعد ذلك، حاول أوغورا رسم شكل آش الممسوس من ملك المقاتلين الثالث عشر حيث كان حريصًا في إظهار أن جسد العدو هو جسد آش، فإن الشخص الذي يقاتل هو سايكي كما يمثله لهيبه الأسود. على الرغم من الضغط المبكر حول ذلك، بمجرد رؤية تشابه سايكي مع آش، تمكن أوغورا من رسم آش الشرير بسهولة. كانت الفكرة من وراء هذه الشخصية هي إضفاء لمسة شخصية مثيرة للاشمئزاز.

## الإستقبال
حظيت شخصية آش كريمسون باستقبال متباين في منشورات ألعاب الفيديو. عندما تم تقديمه، وصفه كريستيان نات من غيم سباي بأنه «استنساخ» من غايل من سلسلة ستريت فايتر بسبب حركاتهما المُتشابهة ولكن تم الإشادة بفريق آش كشخصيات جديدة مع عناصر جديدة في السلسلة. كتب لوكس من IGN أن شكوى كبيرة من المعجبين كانت قوة الشخصية في الألعاب، مما جعله أحد أقوى المعارضين على الرغم من نقص الجهد الواضح. وفقًا لتوماس، فإن آش «لا شيء إن لم يكن غريبًا» وقد أعرب الكاتب عن أسفه لمظاهره العديدة في KOF 2003 مانها مقارنة بالشخصيات الأكثر شهرة. عندما تم تقديم شخصيات قابلة للعب لنسخة الآركيد من ملك المقاتلين الثالث عشر، تكهن تود سيوليك من شبكة أخبار الأنمي حول افتقار آش إلى زملائه في الفريق وتساءل عما إذا كان وحيدًا لأنه «لا أحد يحب آش». صنفت ماريسا ميلي من UGO Networks آش السادس عشر في قائمة «أكثر شخصيات ألعاب الفيديو ذكاءاً»، حيث عزت ميليسا مازحة مظهره الخنثوي إلى رغبة المصممين اليابانيين في إرباك اللاعبين الغربيين بشأن حياتهم الجنسية. على الرغم من أنه وصف صوت آش بأنه واحد من «أفضل 10 أصوات عميقة في الألعاب»، أشار دان هودل من Now Gamer إليه على أنه شخصية أنثوية  ومازحاً كتّاب غيم إنفورمرعن دهشتهم من اكتشاف أن آش شخصية ذكورية. بعد أن قامت UTV إغنشن إنترتيمنت باستطلاع رأي المُعجبين لأختيار غلافاً لإصدارات وحدة التحكم من ملك المقاتلين الثاني عشر، أعلنت الشركة أن آش لا يحظى بالشعبية وقللت من عدد الأغطية المحتملة إلى اثنين (يضم كيو وإيوري). أدرجت Den of Geek آش في المرتبة 23 كأفضل شخصية في ملك المقاتلين مع الكاتب الذي قارنه بـ لوكي بناءً على سلوكهم العدائي والمُخادع وكذلك كيف أعطت سماته البطولية في KOF XIII المُعجبين أفكارًا مُختلفة. أدرجه كومبلكس كواحد من شخصيات الألعاب «الحمقاء» ذات المظهر الخنثوي وكذلك كيف أنه يسرق قوى شيزورو كاجورا وإيوري ياجامي. وجد موقع غيمز رادار اسم الشخصية كواحد من أسوأ الأسماء على الإطلاق في الألعاب.
في مُقابلة مع شين بيتهاوزن، مدير تطوير الأعمال في إغنشن إنترتيمنت، قال اليكس لوكارد من Diehard GameFan إن مشجعي SNK في أمريكا الشمالية كرهوا آش واشتكوا من إدراجه في ملك المقاتلين الثاني عشر بدون قصة بينما تم التغاضي عن شخصيات السلسلات الشهيرة. دافع بيتهاوزن عن الشخصية، واصفا إياه بأنه «دقيق ومُحسّن» وأن حركاته «فعالة بشكل لا يُصدق». في يونيو 2009، أجرى ستيفن توتيلو من كوتاكو مقابلة مع بيتهاوزن، الذي سأله بينما كان توتيلو يلعب لتخمين جنس آش. عندما قال توتيلو أن الشخصية أنثى، وصف بيتهاوزن العلبة بأنها «تحررية» في تقديم شخصية تنتحل شخصية الأنثى، وقال إن المعجبين كانوا على ما يبدو «يسخنون له». في برنامج دستركتويد، أشاد جوناثان هولمز بشخصية آش ووصفها بأنها «تتحدى الأدوار التقليدية للجنسين أثناء ركل بعض الخلفيات» ووصفه بأنه «التميمة المثالية لسلسلة KoF ككل.» تساءل كيفن إس من غيم ريفولوشن عن إبعاده في فيلم ذا كينغ أوف فايتر 14 الذي يرى أن آش شخصية «مفضلة لدى المعجبين». والتجارة متعلقة في الإصدارات التي يظهر بها آش.

## أُنظر أيضاً
- إيوري ياجامي
- كيو كوساناغي